# بدون تو (ترانه اینا)
«بدون تو» (به کرواتی: Sin Ti)، (به انگلیسی: Without You) ترانه‌ای از خواننده اهل رومانی اینا است، که در ۱۸ ژانویه ۲۰۱۹ به‌عنوان سومین تک‌آهنگ از ششمین آلبوم استودیویی اینا با عنوان یو (۲۰۱۹) توسط راک نیشن و گلوبال رکوردز منتشر شد.